# Coloball 2002
A Coloball 2002 (コロボール2002; Hepburn: Corobaru 2002) egy körökre osztott stratégiai szerepjáték PlayStation 2 játékkonzolra. A játékot a Vanpool fejlesztette és az Enterbrain adta ki Japánban 2002. június 27-én. A Coloball a „Colosseum Ball” rövidítése. Bár a játékot sport kaland játéknak minősítik inkább egy RPG társasjátékhoz hasonlít.